# 林德斯贝里市镇
林德斯贝里市镇（瑞典語：Lindesbergs kommun）是瑞典中部厄勒布鲁省的一个市镇。其治所位于林德斯貝里。